# Hotel Haludovo Palace

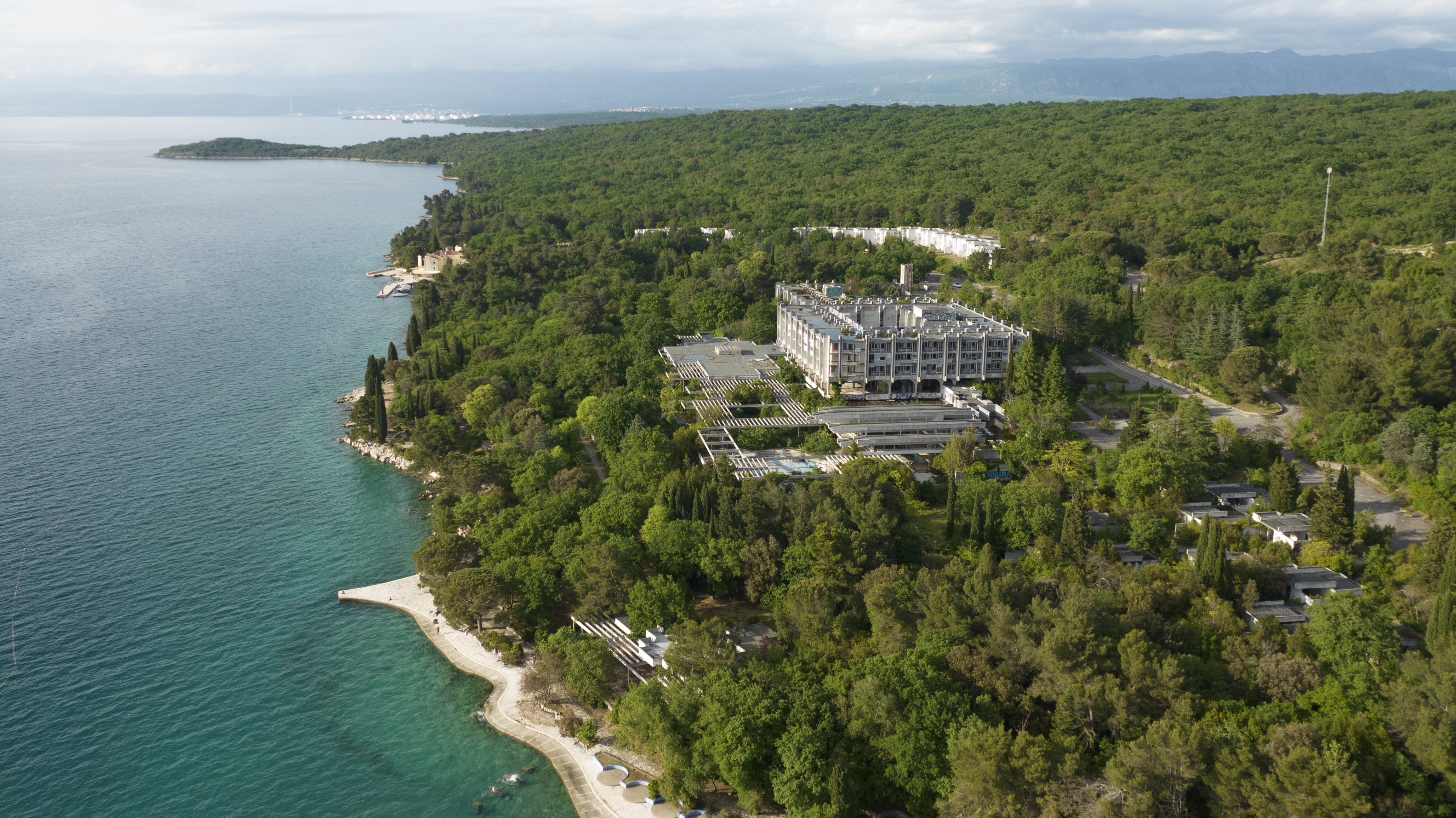
Haludovo Hotel Palace

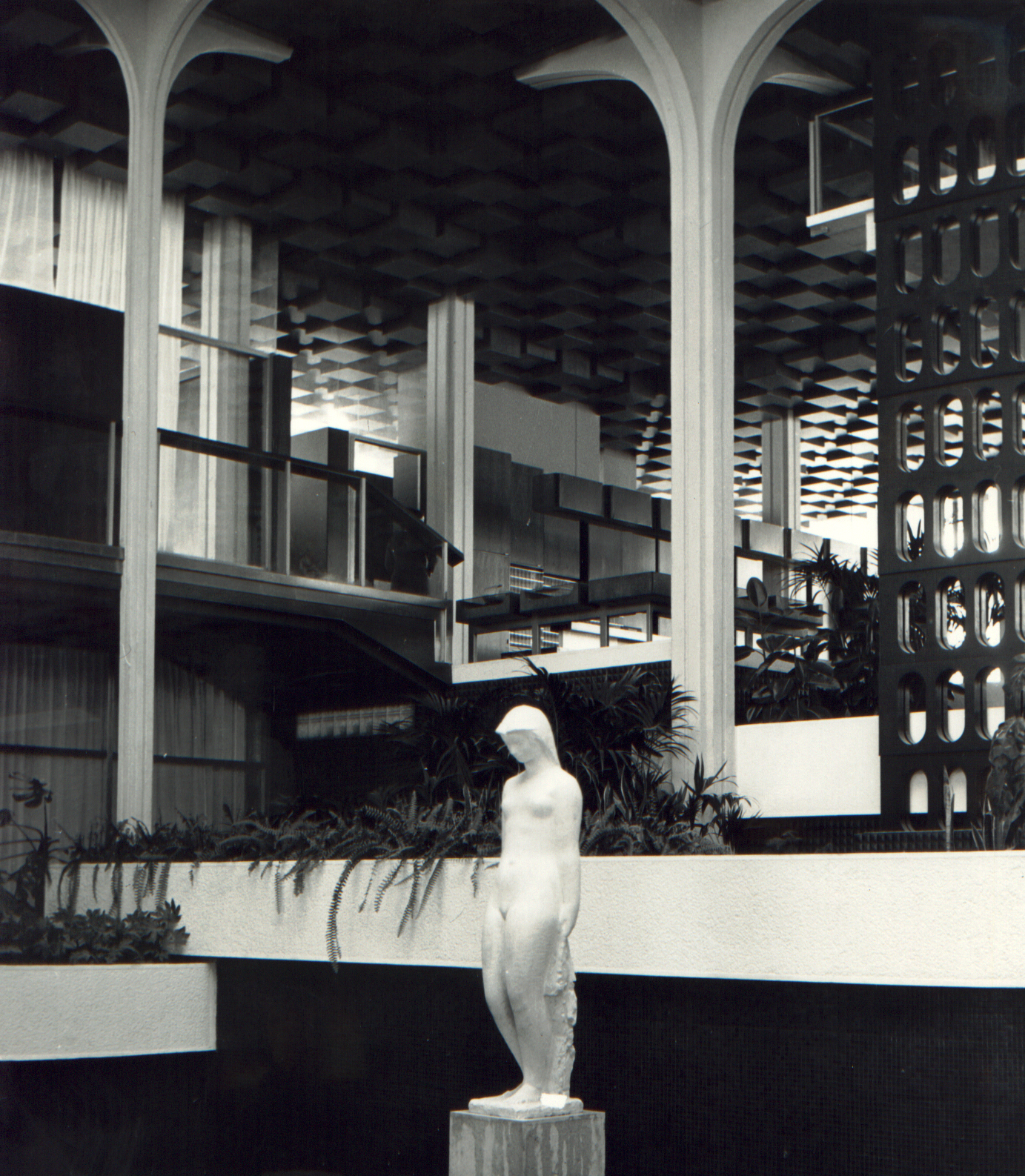
Haludovo Palace Hotel Main Hall por el arquitecto Boris Magaš

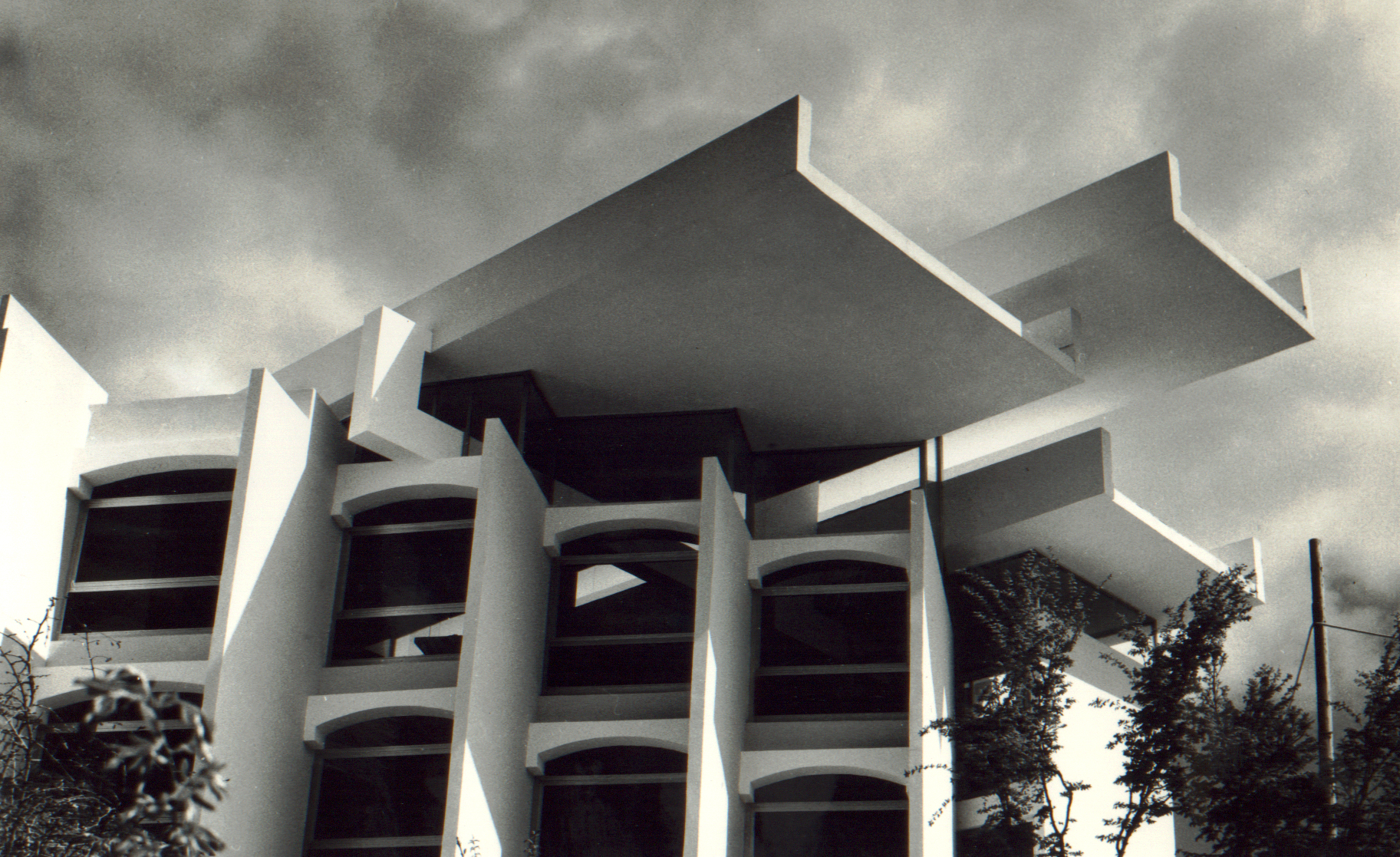
Haludovo Hoteles por el arquitecto Boris Magaš

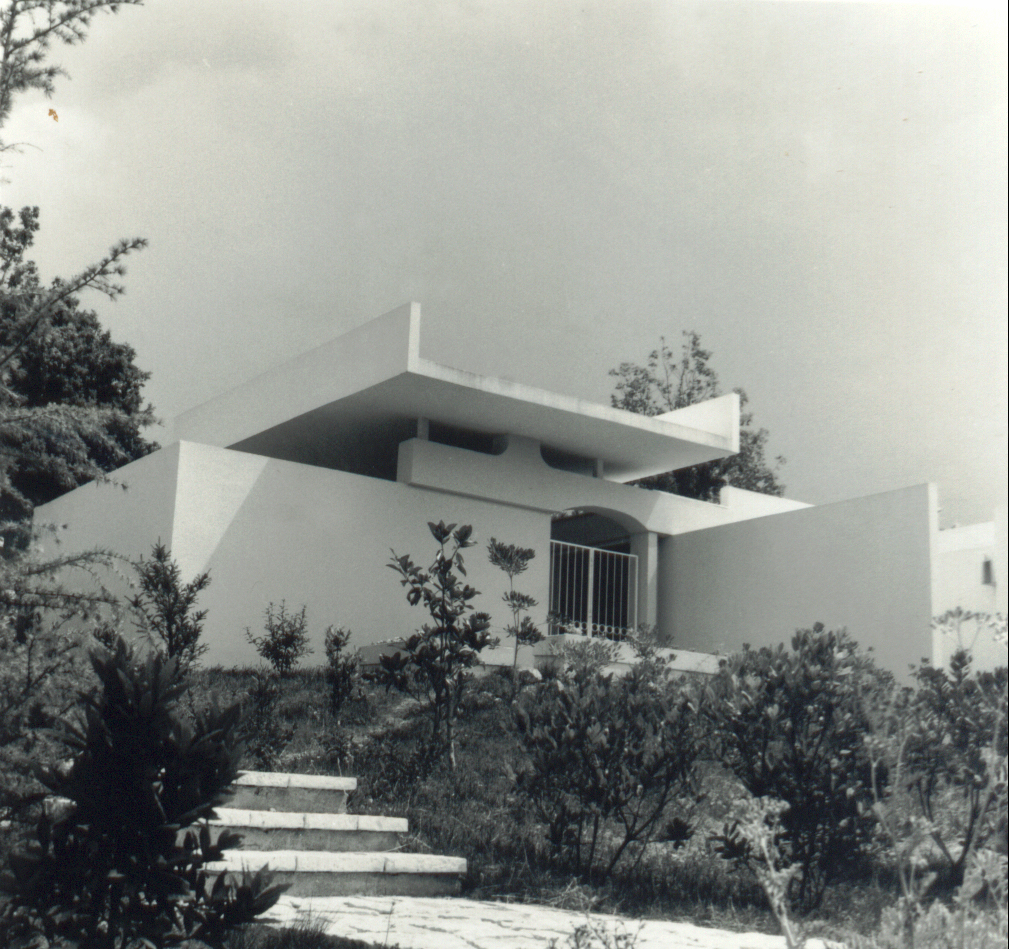
Haludovo Hotels Villa del arquitecto Boris Magaš

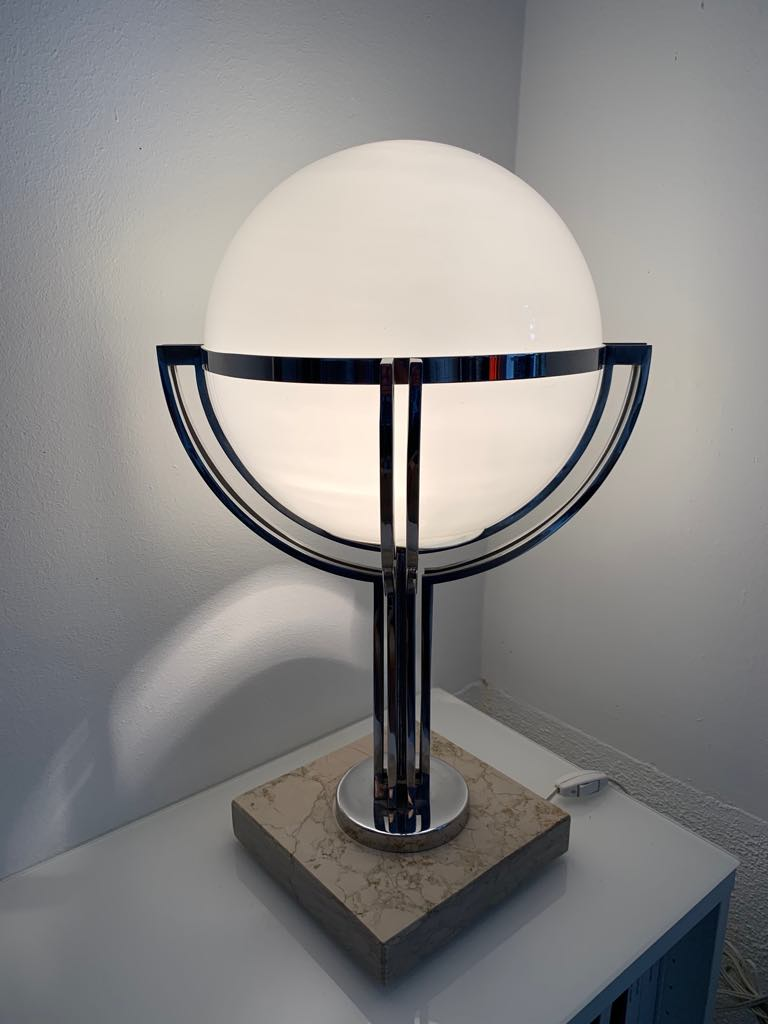
Diseño de iluminación de Haludovo Hotels del arquitecto Boris Magaš

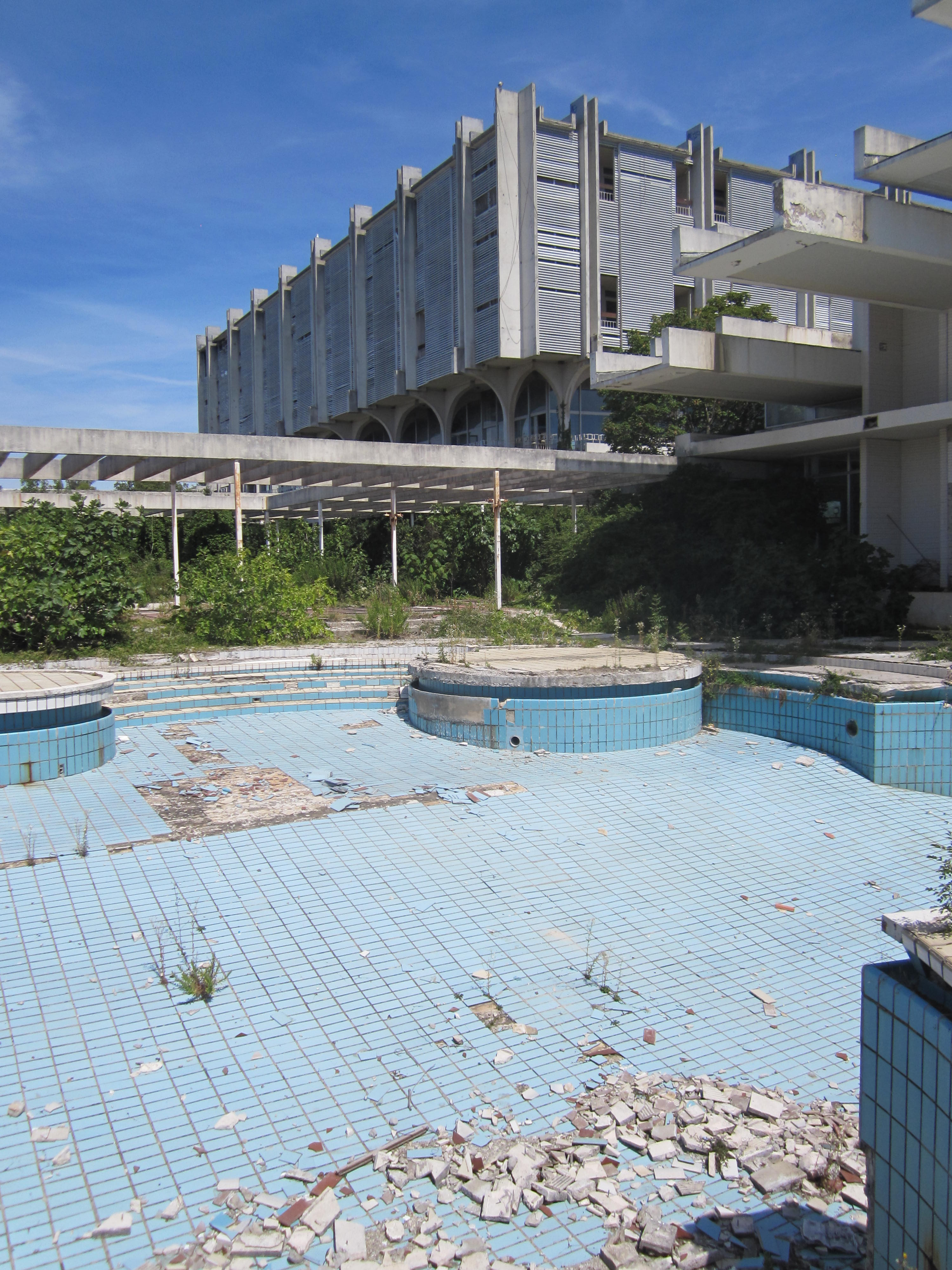
Ruina del Hotel Haludovo Palace vista desde la zona de la piscina

El Hotel Haludovo Palace es un hotel resort abandonado situado en la isla croata de Krk, al norte de Malinska. El hotel lleva el nombre de una playa cercana.
Haludovo fue construido en 1971. Bob Guccione, el fundador de la revista Penthouse, invirtió 45 millones de dólares en el proyecto y inauguró oficialmente el casino Penthouse Adriatic Club ubicado en el hotel en 1972. Sin embargo, el casino se declaró en bancarrota al año siguiente y fue cerrado.
Debido a las limitaciones a la inversión extranjera en la Yugoslavia comunista, el hotel era propiedad de la "empresa" Brodokomerc, con sede en Rijeka. Durante las guerras yugoslavas, el hotel se convirtió en un refugio para los refugiados. En 1995, el hotel fue privatizado y pasó por varios propietarios. Recibió a sus últimos invitados en 2001.
Hoy en día el complejo hotelero está abandonado con el interior efectivamente destruido mientras los edificios permanecen intactos. A partir de noviembre de 2018, las señales en el área local todavía reflejaban direcciones al complejo hotelero.
En octubre de 2018, se anunció que un inversor tenía planes de reurbanizar el lugar en un complejo cerrado con inversión externa. Sin embargo, esto también implicaría el cierre del acceso a la playa al público e interrumpiría el continuo paseo marítimo entre Malinska y Njivice. La ciudad de Malinska, la administración estatal y los lugareños se oponen a esta solicitud.

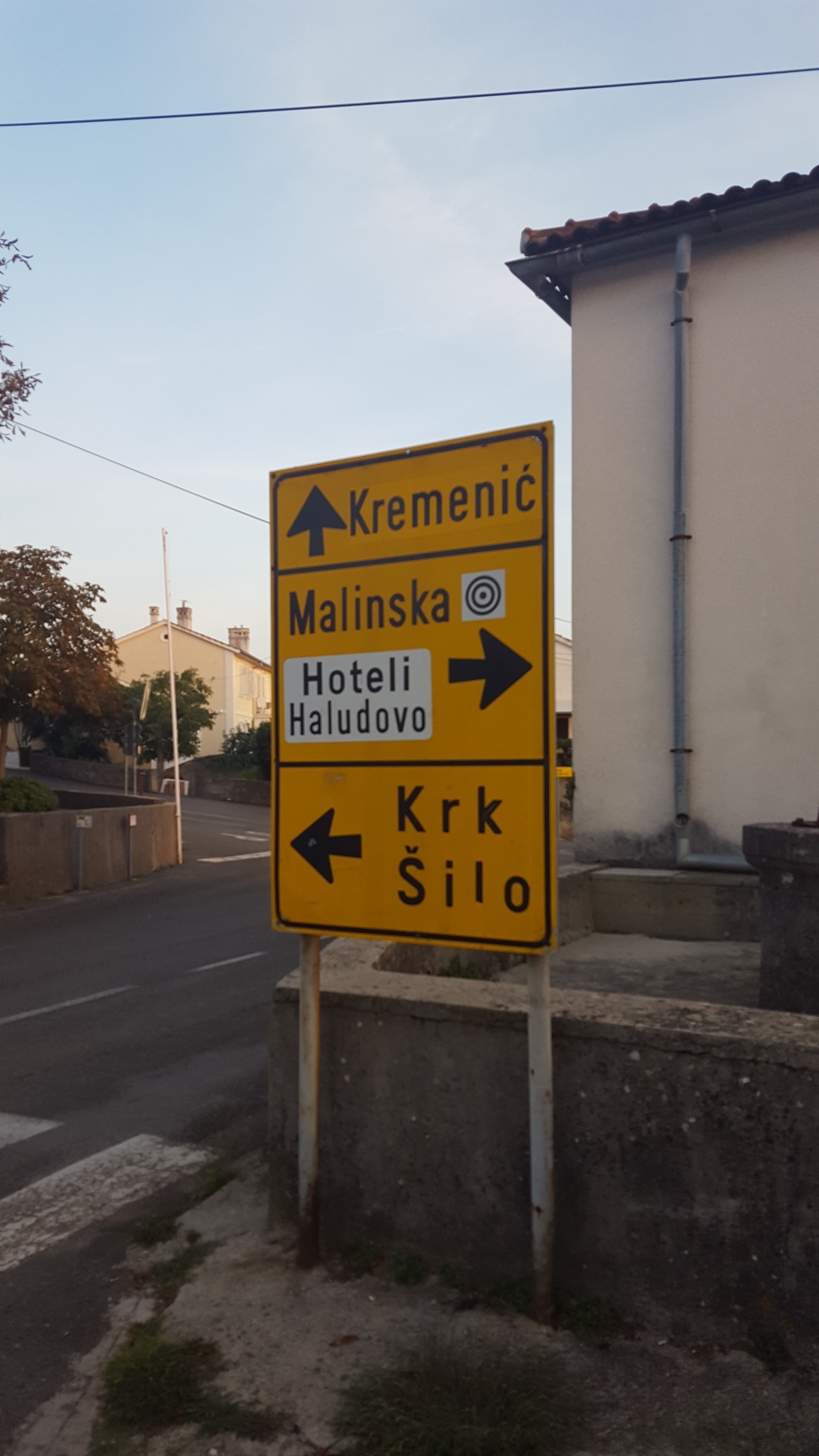
Señal en 2018 mostrando indicaciones a Haludovo